# Charaxes corax
Charaxes corax är en fjärilsart som beskrevs av Felder 1866. Charaxes corax ingår i släktet Charaxes och familjen praktfjärilar. Inga underarter finns listade i Catalogue of Life.